# Radek Pobořil
Radek Pobořil (4. srpna 1946 Frýdek-Místek – 24. srpna 2021) byl český hudebník, člen skupin Čechomor a ASPM.
Pobořil vystudoval ostravskou konzervatoř – obor trubka, harmonika. Od 15 let byl členem orchestru činohry Národního divadla. S Čechomorem hrál jako hostující člen od roku 1988, stálým členem se stal v roce 1990. Spolu s frontmany skupiny Holasem a Černým nechyběl na žádném koncertě, a to ani na těch akustických.
Mimo spolupráce s Čechomorem spolupracoval Pobořil i s Jaromírem Nohavicou. Účastnil se natáčení Nohavicovy desky Babylon, na které spolupracoval více, než ostatní členové Čechomoru. S Nohavicou následně Pobořil odehrál několik koncertů.
Pobořil vyučoval na Konzervatoři J. Ježka trumpetisty jazzové improvizaci.

## Diskografie
- 1991 – Dověcnosti (Českomoravská hudební společnost)
- 1996 – Mezi horami (Českomoravská hudební společnost)
- 1999 – ...až srdce usedá (ASPM)
- 2000 – Čechomor (Českomoravská hudební společnost)
- 2002 – Rok ďábla (Jaromír Nohavica + Čechomor)
- 2002 – Čechomor Live (Čechomor)
- 2002 – Má vina (ASPM)
- 2003 – Proměny tour 2003 (Čechomor)
- 2004 – Čechomor 1991-1996 (Čechomor)
- 2005 – Co sa stalo nové (Čechomor)
- 2006 – Stalo sa živě (CD i DVD) (Čechomor)
- 2007 – Sváteční Čechomor (Čechomor)
- 2007 – Zahrada v dešti (ASPM)
- 2008 – OST - Svatba na bitevním poli (Čechomor)
- 2008 – Pověsti moravských hradů a zámků (Čechomor)
- 2009 – Pověsti českých hradů a zámků (Čechomor)
- 2009 – Pověsti slezských hradů a zámků (Čechomor)
- 2010 – Zpráva odeslána (ASPM)
- 2010 – Písně z hradů a zámků (Čechomor)
- 2010 – Pověsti moravských, českých a slezských hradů (Komplet) (Čechomor)
- 2019 – Nemůžu popadnout tvůj dech (ASPM)
- 2011 – Místečko (Čechomor)